# Рафал Войчеховський
Рафал Войцех Войчеховський (пол. Rafał Wojciech Wojciechowski, нар. 5 вересня 1969, Варшава) — польський правник та викладач, професор, доктор наук, проректор Вроцлавського університету (2016—2020), з 2020 року — суддя Конституційного Трибуналу Польщі.

## Біографія
Народився 5 вересня 1969 року у Варшаві. У 1993 році закінчив юридичний факультет Вроцлавського університету.
Докторський ступінь здобув у 2002 році у своїй альма-матер на основі дисертації під назвою «Societas w twórczości glosatorów i komentatorów». Титул габілітованого доктора отримав у 2010 році захистивши дисертацію під назвою «Arbitraż w doktrynie prawnej średniowiecza».
Як академічний викладач, пов'язаний з Вроцлавським університетом з моменту закінчення навчання. У 2013 році обійняв посаду доцента кафедри римського права Інституту історії держави та права Факультету права, адміністрації та економіки Вроцлавського університету. У 2014 році він очолив Європейську лабораторію правової культури. У квітні 2016 року був обраний проректором Вроцлавського університету на термін з 2016 по 2020 рік.
У 2010 році він був внесений до списку рекомендованих арбітрів Арбітражного суду при Торговій палаті Польщі. У 2012 році він відкрив нотаріальну контору у Вроцлаві.
Спеціалізується на римському праві та його застосування в середні віки та нині. Член Польської асоціації економічного аналізу права та редакційної ради журналу «Arbitraż i Mediacja».
20 грудня 2019 року за рекомендацією партії «Право і справедливість» Сейм Республіки Польща обрав його суддею Конституційного трибуналу. 7 січня 2020 року склав присягу Президентові Республіки Польща Анджею Дуді.

## Особисте життя
Одружений, має дві дочки.